# Siegmund von Herberstein
Siegmund von Herberstein (ur. 24 sierpnia 1486 w Wippach, zm. 28 marca 1566 w Wiedniu) – austriacki baron, polityk, historyk i dyplomata.

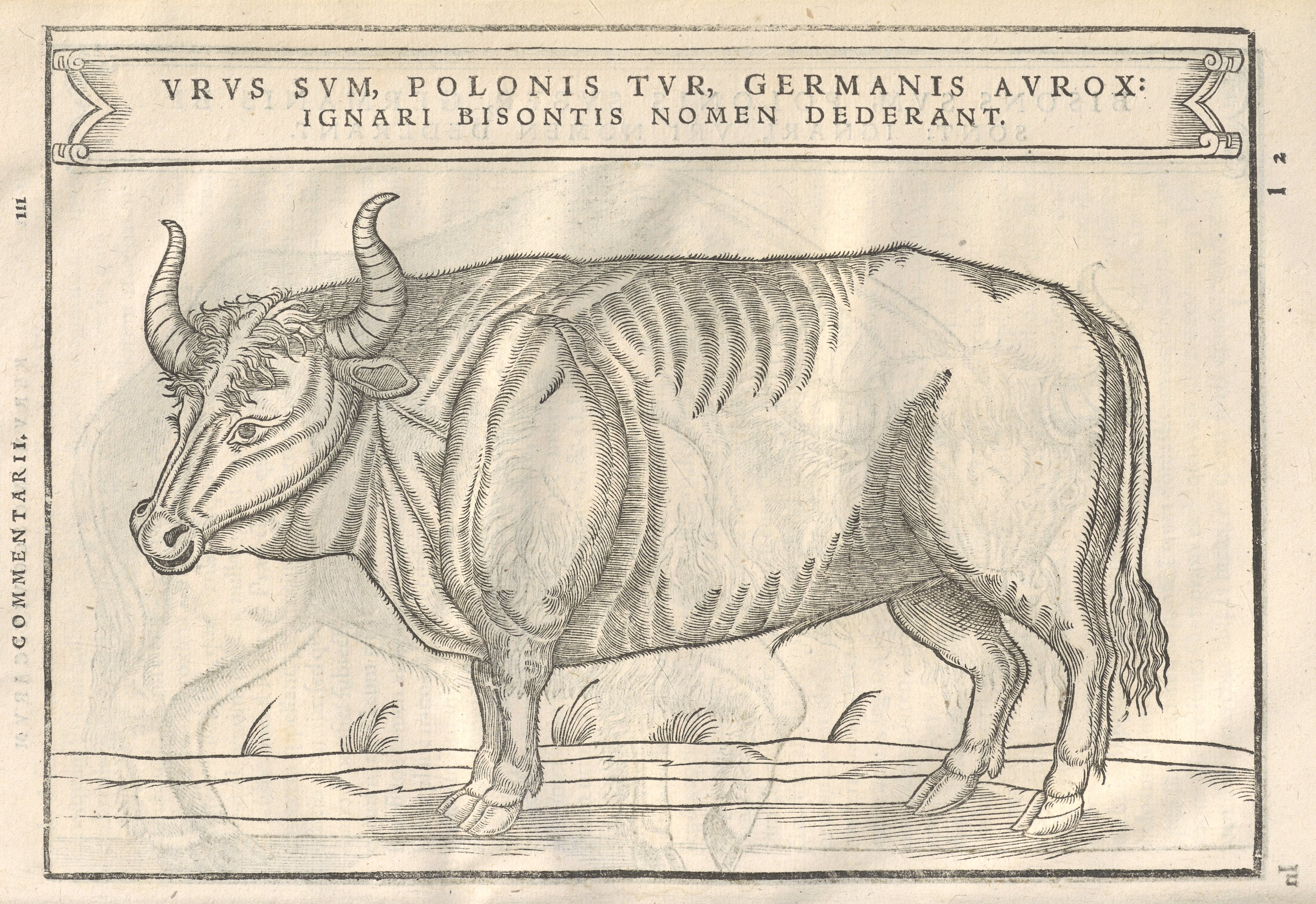
wizerunek tura...

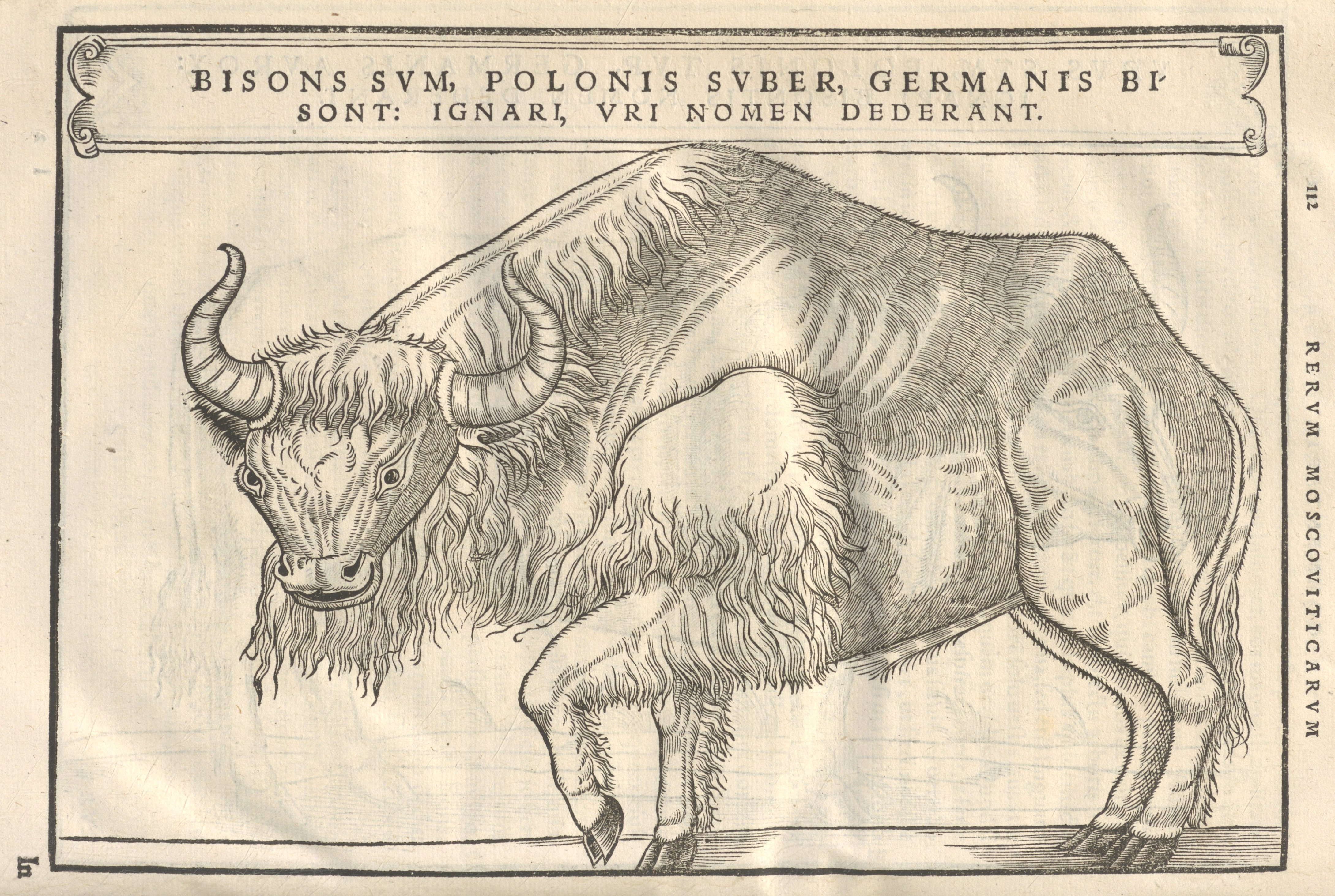
...i żubra według Herbersteina, 1556

## Życiorys
Studiował prawo w Wiedniu, walczył następnie przeciwko Turcji i Wenecji w szeregach wojska cesarskiego; mianowany radcą dworu, sprawował różne poselstwa. W 1516 był wysłany do Danii, 1517 do Polski i Wielkiego Księstwa Moskiewskiego, ażeby Zygmunta I nakłonić do małżeństwa z Boną Sforza, wnuczką cesarza, oraz zawrzeć ugodę pomiędzy Wielkim Księciem Wasylem III a Zygmuntem. Ostatniego zadania, mimo usilnych starań, podczas ośmiomiesięcznego pobytu w Moskwie, nie mógł doprowadzić do skutku.
Następnie posłował do Holandii, Czech, Węgier i Niemiec. W 1526 powtórnie wysłany do W. Ks. Moskiewskiego, dla zawarcia wieczystego pokoju pomiędzy Wielkim Księstwem a Polską. Przez 8-miesięczny znów pobyt w Moskwie zebrał wiele cennych wiadomości o rządzie, religii i w ogóle o ziemi ruskiej. Po powrocie jeździł jeszcze kilkakrotnie do Polski, Węgier i Czech. W 1541 wysłany do Sulejmana Wspaniałego, potrafił swą zręcznością wstrzymać kroki nieprzyjacielskie. Mianowany radcą tajnym i prezesem kolegium finansowego, usunął się w 1556 od spraw publicznych.

## Dorobek
Owocem dwukrotnego poselstwa Herbersteina do W. Ks. Moskiewskiego jest ważne dzieło „Rerum moscoviticarum commentarii” (Bazylea, 1549), jedenaste wydanie w Starczewskiego „Scriptores exteri saeculi XVI historiae Ruthenicae” (2 tomy, Berlin i Petersburg, 1841–1843, ustępy tyczące się Litwy przedrukowane w zbiorach Pistoriusza i Mielera); przekładów niemieckich jest 10, pierwszy dokonany przez samego Herbersteina wyszedł w Wiedniu w 1557, ostatni przez Adelunga w Petersburgu w 1817, przekład włoski wyszedł w Wenecji 1550, tłumaczenie rosyjskie wydane zostało przez Rusowa w 1832 na podstawie rękopisu autora, lepszy przekład zamieszczony jest w piśmie zbiorowym, wydanym przez studentów Uniwersytetu Petersburskiego (1858); na czeski po części przełożone w Hoziusza „Wypsáni zemie ruské” (Praga, 1590, 1602 i 1780).
W dziele tym opowiada Herberstein dzieje Rusi od czasów najdawniejszych aż do panowania Wasyla III, podaje cenne wiadomości o rządzie, prawach, obyczajach, handlu, przemyśle, religii itd., opisuje szczegółowo miasta i ziemie Wielkiego Księstwa Moskiewskiego oraz narody sąsiednie, jako to Tatarów, Litwinów itd.
Autobiografię Herbersteina sięgającą po rok 1545, wydał Kovachich (Buda, 1805) i Karajan w „Fontes rerum austriac. scriptores” (Wiedeń, 1855), zaś „Gesandtschaftsreise nach Spanien 1519” – Chmel (Wiedeń, 1846).
Inne opracowania: Adelung „Lebensbeschreibung Herberstein’s” (Petersburg, 1818) i tegoż „Kritisch-literarische Uebersicht der Reisenden in Russland” (2 t., Petersburg, 1848).